# ایالت آزاد اولدنبورگ
ایالت آزاد اولدنبورگ (آلمانی: Freistaat Oldenburg) یکی از ایالت‌های فدرال در جمهوری وایمار بود که پس از انقلاب آلمان در سال ۱۹۱۸ به دنبال استعفای دوک بزرگ فردریک آگوستوس دوم تأسیس شد.
در سال ۱۹۳۷ این ایالت مناطق اداری تحت پوشش خود را در اویتین در نزدیکی دریای بالتیک و همچنین در بیرکنفلد در جنوب غربی آلمان به پروس واگذار کرد و در عوض شهر ویلهلمسهافن را به دست آورد. این ایالت در سال ۱۹۳۴ به‌صورت دوفاکتو توسط رژیم نازی همانند سایر ایالت‌های آلمان وایماری منحل شد.
پس از جنگ جهانی دوم، اولدنبورگ به عنوان منطقه اداری (Verwaltungsbezirk) در ایالت تازه تأسیس نیدرزاکسن ادغام شد و هر دو در سال ۱۹۴۹ به بخشی از جمهوری فدرال آلمان تبدیل شدند. دو منطقه‌ای که در سال ۱۹۳۷ از اولدنبورگ جدا شده بودند، اویلین و بیرکنفلد، به ترتیب بخشی از ایالت‌های شلسویگ-هولشتاین و راینلاند-فالتس شدند.